# Eidoreus politus
Eidoreus politus là một loài bọ cánh cứng trong họ Eupsilobiidae. Loài này được Casey miêu tả khoa học năm 1895.